# ترابری در ژاپن

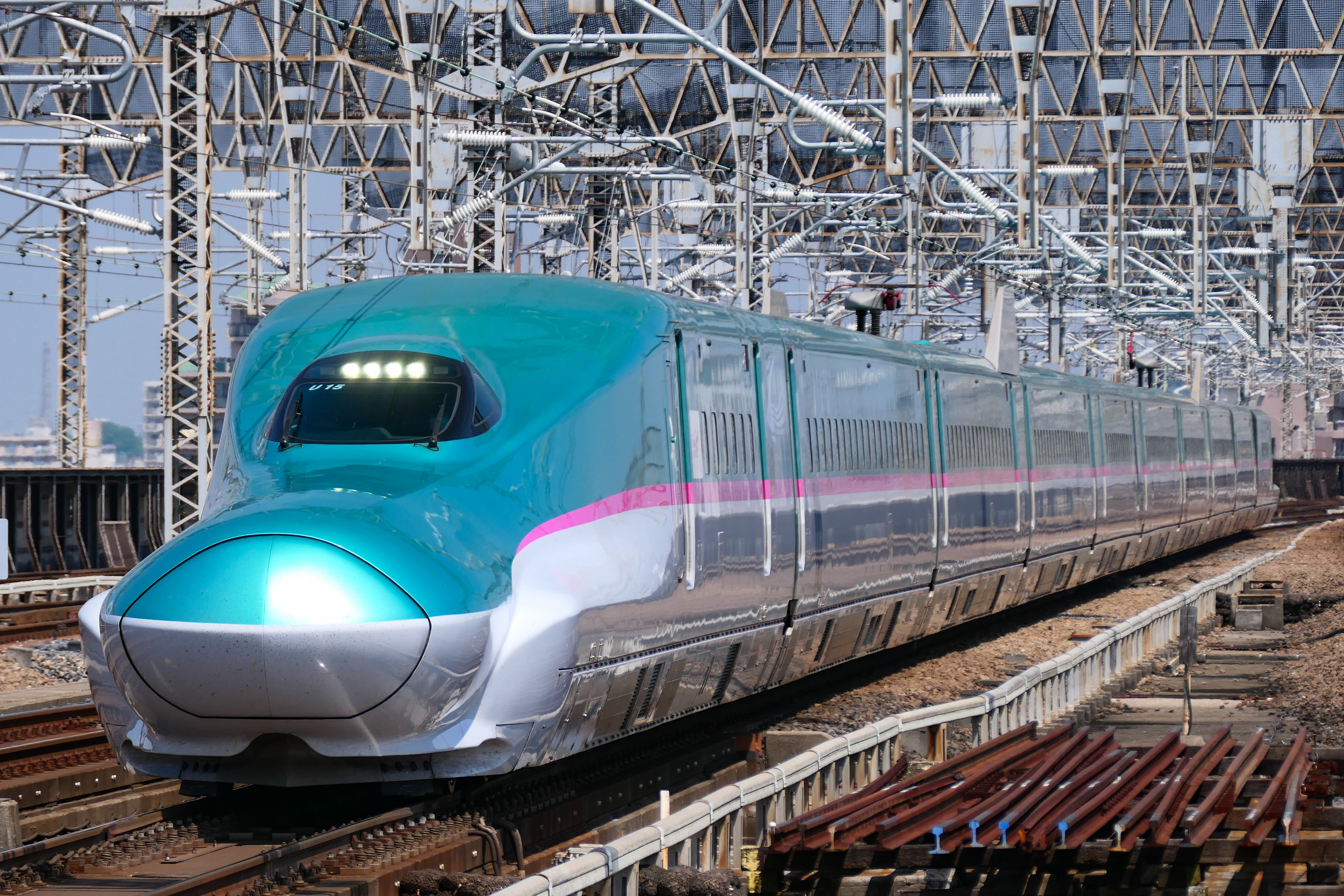
یک قطار شینکانسن سری JR East E5

ترابری در ژاپن مدرن و بسیار توسعه یافته است. بخش حمل و نقل ژاپن به دلیل بهره‌وری انرژی خود متمایز است. در این کشور به لطف سهم بالای حمل و نقل ریلی انرژی کمتری برای هر نفر در مقایسه با سایر کشورها مصرف می‌شود. حمل و نقل در ژاپن نیز در مقایسه بین‌المللی بسیار گران است که منعکس کننده عوارض و مالیات‌های بالا به ویژه در حمل و نقل خودرو است. هزینه‌های ژاپن در جاده‌ها زیاد است. ۱٬۲۰۰٬۰۰۰ کیلومتر (۷۵۰٬۰۰۰ مایل) جاده آسفالته وسیله اصلی حمل و نقل است. رانندگان در ژاپن در سمت چپ حرکت می‌کند. شبکه واحدی از جاده‌های عوارضی پرسرعت، تقسیم‌بندی شده و دسترسی محدود، شهرهای بزرگ را به هم متصل می‌کند که توسط شرکت‌های جمع‌آوری عوارض اداره می‌شوند.

## انواع

### ریلی
در ژاپن، راه‌آهن وسیله اصلی حمل و نقل مسافر به ویژه برای حمل و نقل انبوه و پرسرعت بین شهرهای بزرگ و برای حمل و نقل در مناطق شهری است. هفت شرکت گروه راه‌آهن ژاپن که تا سال ۱۹۸۷ تحت مالکیت دولتی بودند، اکثر نقاط ریلی ژاپن را پوشش می‌دهند. همچنین خدمات ریلی توسط شرکت‌های راه‌آهن خصوصی، منطقه‌ای و شرکت‌هایی که توسط دولت و شرکت‌های خصوصی تأمین مالی می‌شوند، وجود دارد.
فوکوکا، کوبه، کیوتو، ناگویا، اوزاکا، ساپورو، سندای، توکیو و یوکوهاما دارای سیستم مترو هستند. اکثر مردم ژاپن تا اواخر قرن نوزدهم با پای پیاده سفر می‌کردند. اولین راه‌آهن بین ایستگاه شیمباشی توکیو و ایستگاه یوکوهاما سابق (ایستگاه ساکوراگیچو کنونی) در سال ۱۸۷۲ ساخته شد. ژاپن خانه یکی از توسعه یافته‌ترین شبکه‌های حمل و نقل در جهان است. حمل و نقل انبوه در ژاپن به خوبی توسعه یافته است، اما سیستم جاده ای عقب مانده و برای تعداد خودروهای متعلق به ژاپن ناکافی است که اغلب به این دلیل نسبت داده می‌شود که ساخت جاده در ژاپن به دلیل تراکم جمعیت بسیار بالا و مقدار محدود زمین قابل استفاده در دسترس برای ساخت و ساز جاده دشوار است.

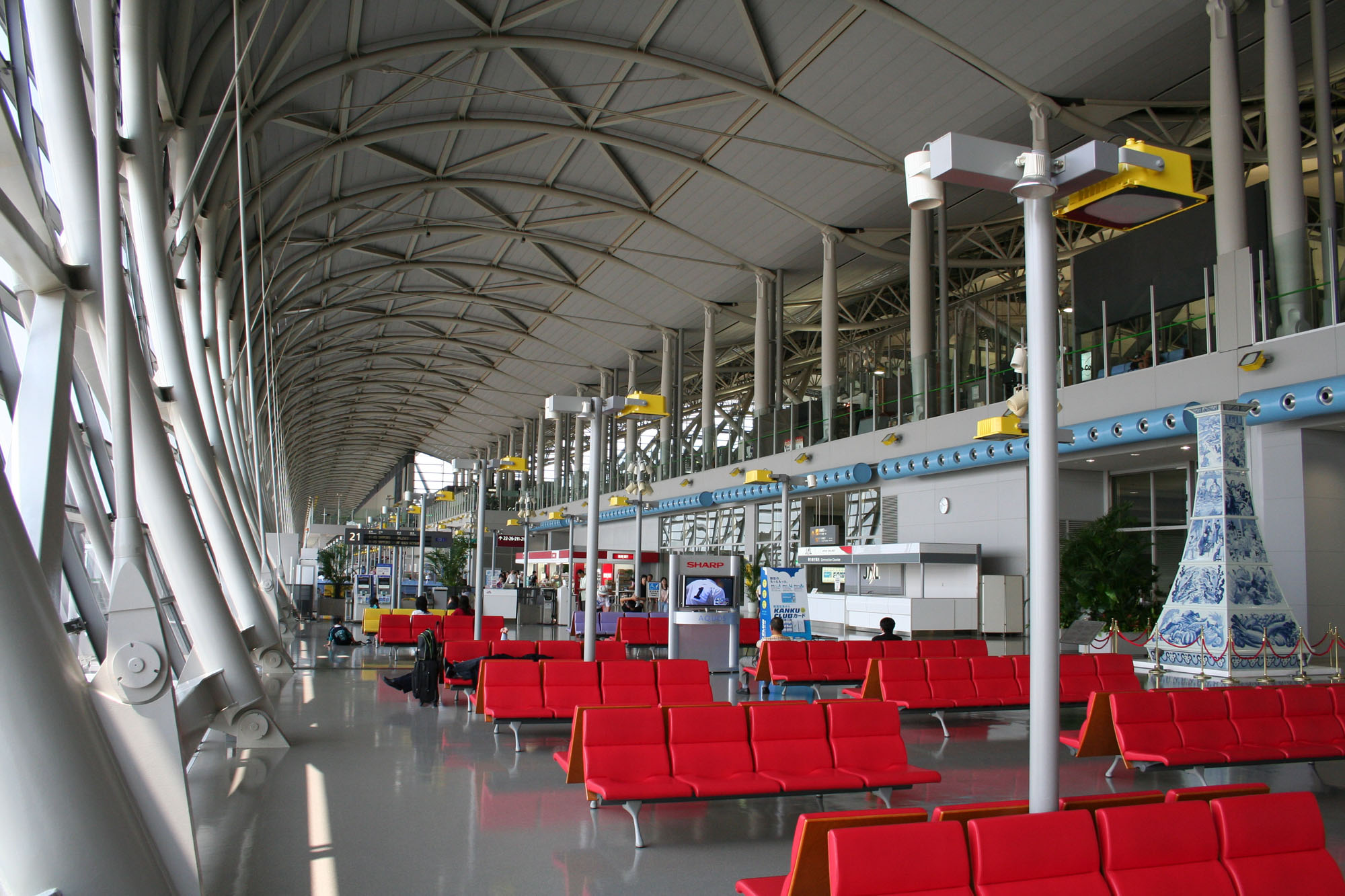
فرودگاه بین‌المللی کانزای، اوزاکا

### هوایی
در سال ۲۰۱۳ ژاپن با ۱۰۵۹۱۳۰۰۰ مسافر چهارمین بازار بزرگ ترابری هوایی در جهان را داشت. تا سال ۲۰۱۳ ژاپن ۹۸ فرودگاه داشت. فرودگاه بین‌المللی ناریتا (منطقه توکیو)، فرودگاه بین‌المللی کانزای (منطقه اوزاکا/کوبه/کیوتو)، و فرودگاه بین‌المللی چوبو سنترایر (منطقه ناگویا) مهم‌ترین فرودگاه‌های بین‌المللی ژاپن هستند. مرکز اصلی فرودگاه بین‌المللی توکیو (فرودگاه هانه‌دا) است که رتبه سه در فهرست پررفت‌وآمدترین فرودگاه‌های جهان بر پایه شمار مسافر و چهارمین فرودگاه شلوغ سال ۲۰۱۸ در جهان بوده است، اما در سال ۲۰۲۲ در بین ده فرودگاه برتر قرار نگرفت. دیگر مراکز اصلی ترافیکی شامل فرودگاه بین‌المللی اوساکا، فرودگاه نیو چیتوز در خارج از ساپورو، و فرودگاه فوکوئوکا است.

### دریایی
۱۷۷۰ کیلومتر آبراه در ژاپن وجود دارد. کشتی‌های دریایی در تمام دریاهای داخلی ساحلی رفت و آمد می‌کنند. تا آوریل ۲۰۱۴ حدود ۹۹۴ بندر در ژاپن وجود داشت. این بنادر طبقه‌بندی‌های همپوشانی دارند که برخی از آنها چند منظوره هستند، به عنوان مثال باری، مسافری، دریایی و ماهیگیری. پنج بندر کانتینری ویژه تعیین شده عبارتند از: یوکایچی، یوکوهاما، ناگویا، کوبه و اوزاکا.
کشتی‌ها هوکایدو را به هونشو و جزیره اوکیناوا را به کیوشو و هونشو متصل می‌کنند. آنها همچنین سایر جزایر کوچکتر و جزایر اصلی را به هم متصل می‌کنند. مسیرهای برنامه‌ریزی شده مسافربری بین‌المللی به چین، روسیه، کره جنوبی و تایوان است.

### زمینی

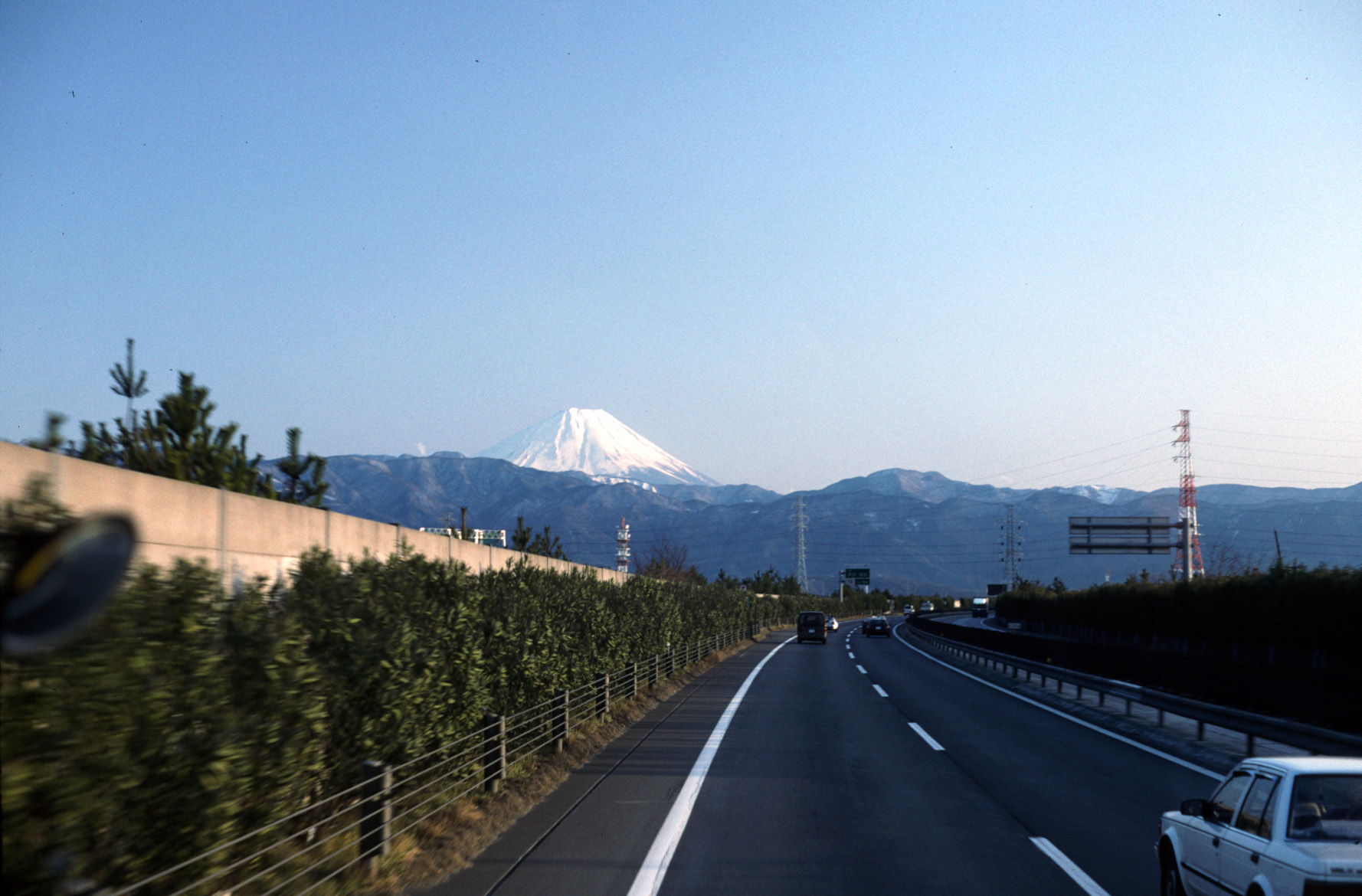
کوه فوجی که از بزرگراه چوئو دیده می‌شود

بر اساس سالنامه آماری ژاپن در سال ۲۰۱۵ ژاپن در آوریل ۲۰۱۲ تقریباً ۱۲۱۵۰۰۰ کیلومتر جاده داشته است که ۱۰۲۲۰۰۰ کیلومتر آن جاده شهری تشکیل شده بود. یک شبکه واحد از جاده‌های دارای عوارض، تقسیم‌بندی و دسترسی محدود، شهرهای بزرگ هونشو، شیکوکو و کیوشو را به هم متصل می‌کند. هوکایدو یک شبکه جداگانه دارد و جزیره اوکیناوا دارای بزرگراهی از این نوع است. در سال ۲۰۰۵، شرکت‌های جمع‌آوری عوارض، که سابقاً شرکت عمومی بزرگراه ژاپن بودند، به شرکت‌های خصوصی در مالکیت عمومی تبدیل شدند و برنامه‌هایی برای فروش بخشی از آنها وجود دارد. هدف این سیاست تشویق رقابت و کاهش عوارض است.
حمل و نقل جاده ای در طول دهه ۱۹۸۰ به‌طور قابل توجهی گسترش یافت زیرا مالکیت خصوصی وسایل نقلیه موتوری همراه با کیفیت و گستردگی جاده‌های کشور به شدت افزایش یافت. شرکت‌های اتوبوسرانی از جمله شرکت‌های اتوبوس JR، خدمات اتوبوسرانی راه دور را در شبکه بزرگراه‌های در حال گسترش ایتن کشور انجام می‌دهند. علاوه بر کرایه‌های نسبتاً پایین و صندلی‌های لوکس، از اتوبوس‌ها به خوبی استفاده می‌شود، زیرا در طول شب که خدمات هوایی و قطار محدود است، به خدمات خود ادامه می‌دهند.
بخش ترابری بار در دهه ۱۹۸۰ به سرعت رشد کرد و در سال ۱۹۹۰ به ۲۷۴٫۲ میلیارد تن کیلومتر رسید. حمل بار توسط وسایل نقلیه موتوری، عمدتاً کامیون، در سال ۱۹۹۰ بیش از ۶ میلیارد تن بود که ۹۰ درصد تناژ بار داخلی و حدود ۵۰ درصد تن کیلومتر را تشکیل می‌داد. پروژه‌های زیرساختی بزرگ اخیر ساخت پل بزرگ ستو و خط آبی توکیو خلیج که در سال ۱۹۹۷ گشایش یافت بوده است.